# Landelijke fietsroute 19
De Landelijke fietsroute 19 of LF19 is een LF-route in het oosten van Nederland tussen Deventer en Holten, een route van ongeveer 30 kilometer. Het is een relatief korte verbindingsroute en heeft daarom geen naam.
Het fietspad ligt in de provincie Overijssel tussen de IJssel en Twente.